# 945

## Narození
- ? – Abbo z Fleury, francouzský teolog, pedagog a diplomat († 1004)

## Úmrtí
- Igor, vládce Kyjevské Rusi

## Hlavy států
- České knížectví – Boleslav I.
- Papež – Marinus II.
- Anglické království – Edmund I.
- Skotské království – Malcolm I.
- Východofranská říše – Ota I. Veliký
- Západofranská říše – Ludvík IV. Francouzský
- Uherské království – Zoltán
- První bulharská říše – Petr I. Bulharský
- Byzanc – Konstantin VII. Porfyrogennetos